# Aurora Leigh
Aurora Leigh – poemat epicki (klasyfikowany również jako powieść wierszem) dziewiętnastowiecznej angielskiej poetki Elizabeth Barrett Browning, opublikowany w 1857. W poemacie została zastosowana narracja pierwszoosobowa. Jest on w pewnym stopniu autobiograficzny. 
Został napisany wierszem białym (blank verse). Liczy około 11 tysięcy wersów. Fragmenty poematu przełożyła na język polski Ludmiła Marjańska. 
OF writing many books there is no end;
And I who have written much in prose and verse
For others’ uses, will write now for mine,—
Will write my story for my better self,
As when you paint your portrait for a friend,
Who keeps it in a drawer and looks at it
Long after he has ceased to love you, just
To hold together what he was and is.
Poemat nie cieszył się uznaniem krytyki. Cieszył się natomiast popularnością wśród czytelników.